# John Abraham
John Abraham (hindi: जॉन अब्राहम; ur. 17 grudnia 1972 w Bombaju) – indyjski aktor, producent filmowy i były model, który występuje w filmach bollywoodzkich.

## Życiorys
Urodził się i wychował w Bombaju w Indiach, w rodzinie z klasy średniej jako syn Firozy Irani i Abrahama Johna, architekta. Jego ojciec jest syryjskim chrześcijaninem z Kerali, a jego matka wychowywała się w wierze zaratusztrianizm. Ma młodszego brata Alana Abrahama. Uczęszczał do Bombay Scottish School w Mahim w Bombaju, gdzie był mistrzem w biegach na 100 i 200 metrów. Trenował też Taekwondo. Uzyskał tytuł licencjata z ekonomii z wyróżnieniem w Jai Hind College, gdzie był kapitanem drużyny piłkarskiej, oraz tytuł MBA w Instytucie Studiów Zarządzania Narsee Monjee w Bombaju.
Karierę w indyjskim show-biznesie rozpoczął jako model, występując w teledysku do piosenki „Surma” pendżabskiego wokalisty Jazzy B. Następnie dołączył do firmy medialnej i Time & Space Media Entertainment Promotions Ltd., która jednak została zamknięta z powodu kryzysu finansowego. Później pracował dla Enterprises-Nexus. Stał się szybko najwyżej w Indiach opłacanym supermodelem. W 1999 wygrał Gladrags Manhunt Contest i pojechał na Filipiny na międzynarodowy konkurs Manhunt International, gdzie zajął drugie miejsce. Później pracował jako model w Hongkongu, Londynie i Nowym Jorku, a także wystąpił w wielu reklamach i innych teledyskach piosenkarzy, w tym Pankaj Udhas, Hans Raj Hans i Babul Supriyo. Ukończył kurs aktorski Kishore Namit Kapoor. Był na okładkach „Men’s Health”, „Safari”, „Esquire”, „GQ”, „The Man”, „Maxim” i „People”.
Zadebiutował na kinowym ekranie jako Kabir Lal w melodramacie Jism (2003), za który otrzymał nominację do nagrody Filmfare dla najlepszego debiutanta. Od tamtego momentu wszystko zaczęło się toczyć błyskawicznie i zagrał w kilkudziesięciu filmach, z których niektóre odniosły ogromny sukces, a nawet trafiły do czołówek rankingów popularności indyjskiego kina.
Następnie odniósł swój pierwszy komercyjny sukces w dwóch dramatach sensacyjnych Dhoom (2004) w roli Kabira i Zinda (2006) jako Rohit Chopra, zdobywając dwie nominacje do Filmfare jako czarny charakter. Zebrał także dobre recenzje za rolę Narayana w dramacie Woda (Water, 2005). Jako Rajat Verma w melodramacie familijnym Baabul (2006) został nominowany do nagrody Filmfare w kategorii najlepszy aktor drugoplanowy.

## Filmografia
| Rok  | Film                          | Rola              | Uwagi |
| ---- | ----------------------------- | ----------------- | --- |
| 2011 | 7 Khoon Maaf                  | Jimmy Stetson     | |
| 2010 | Hook Ya Crook                 | Viraj             | |
| 2010 | Aashayein                     | Rahul Sharma      | |
| 2010 | Jhoota Hi Sahi                | Siddharth         | |
| 2009 | New York                      | Sam/Sameer Sheikh | |
| 2009 | Luck by Chance                | Jako on sam       | Występ gościnny |
| 2009 | Little Zizou                  | Arjun             | Występ gościnny |
| 2008 | To właśnie przyjaźń (Dostana) | Kunal             | |
| 2007 | Wszystko dla miłości          | Ashutosh          | |
| 2007 | Hattrick                      | Jako on sam       | Występ gościnny w piosence Wicket Bacha |
| 2007 | No Smoking                    | K                 | |
| 2007 | Dhan Dhana Dhan Goal          | Sunny Bhasin      | |
| 2006 | Zinda                         | Rohit Chopra      | Nominacja do Nagrody Filmfare za najlepszą rolę negatywną                                                                                         |
| 2006 | Taxi Number 9211              | Jai Mittal        | |
| 2006 | Nigdy nie mów żegnaj          | DJ                | Występ gościnny w piosence Where's the party tonight?                                                                                             |
| 2006 | Baabul                        | Rajat Verma       | Nominacja do Nagrody Filmfare dla najlepszego aktora drugoplanowego                                                                               |
| 2006 | Kabul Express                 | Suhel Khan        | Film o wojnie w Afganistanie |
| 2005 | Elaan                         | Abhimanyu         | |
| 2005 | Karam                         | John              | |
| 2005 | Czas zguby                    | Krish Thapar      | |
| 2005 | Viruddh... Family Comes First | Amar              | |
| 2005 | Water                         | Narayan           | Nominacja do Oskara za najlepszy film nieangielskojęzyczny                                                                                        |
| 2005 | Garam Masala                  | Sam               | |
| 2005 | Shikhar                       | Jako on sam       | Występ gościnny |
| 2004 | Aetbaar                       | Aryan Trivedi     | |
| 2004 | Paap                          | Shiven            | |
| 2004 | Lakeer – Forbidden Lines      | Saahil            | |
| 2004 | Dhoom                         | Kabir             | Nominacja do nagrody Filmfare za najlepszą rolę negatywną, nagroda Zee Cine za najlepszą rolę negatywną, Nagroda IIFA za Najlepszą Rolę Negatywną |
| 2004 | Madhoshi                      | Aman              | |
| 2003 | Jism                          | Kabir Lal         | Nominacja do Nagrody Filmfare za Najlepszy Debiut                                                                                                 |
| 2003 | Saaya                         | Dr. Akash "Akki"  | |